# Weißes Haus (Warschau)

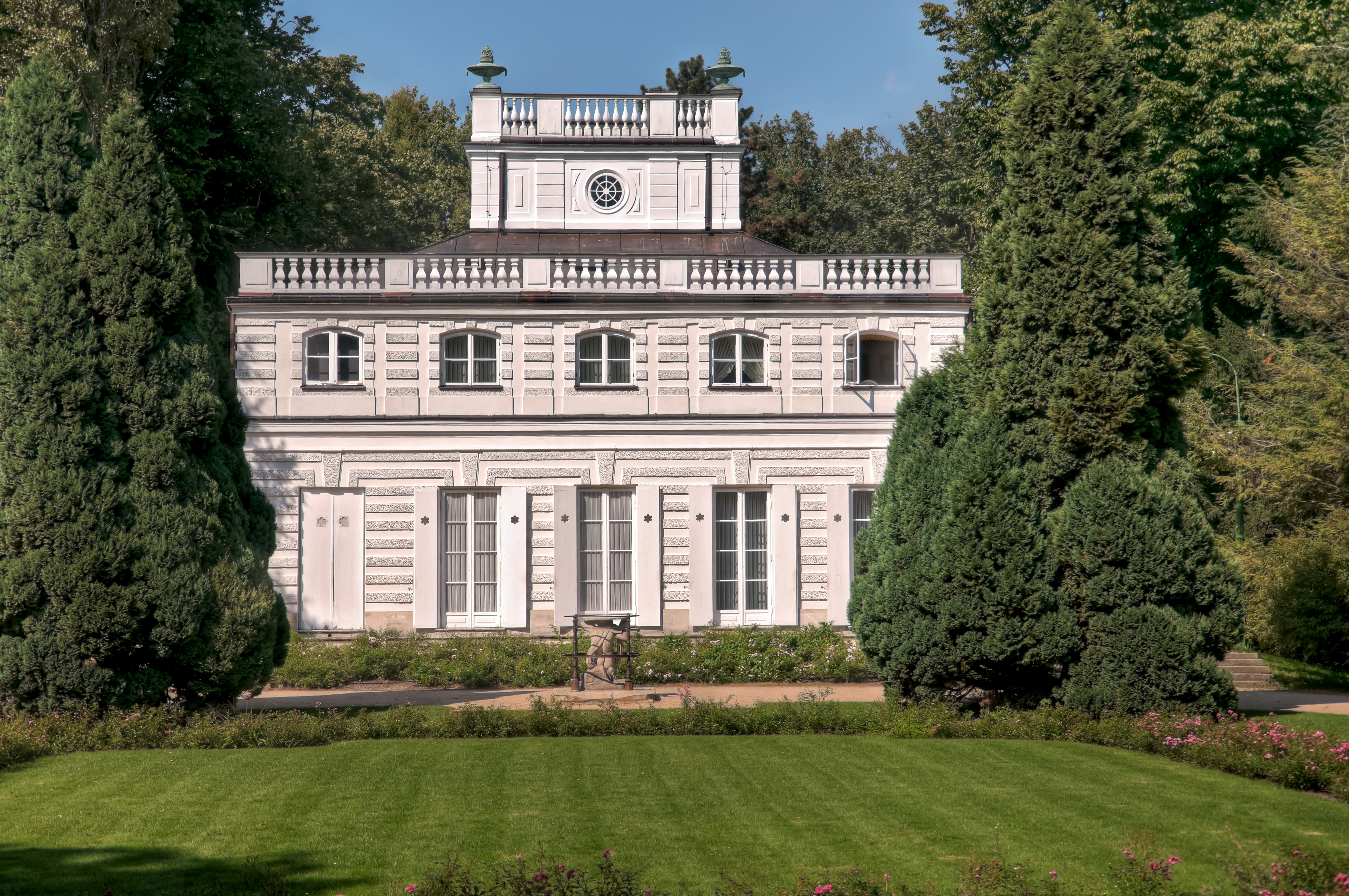
Die Südseite des Weißen Hauses

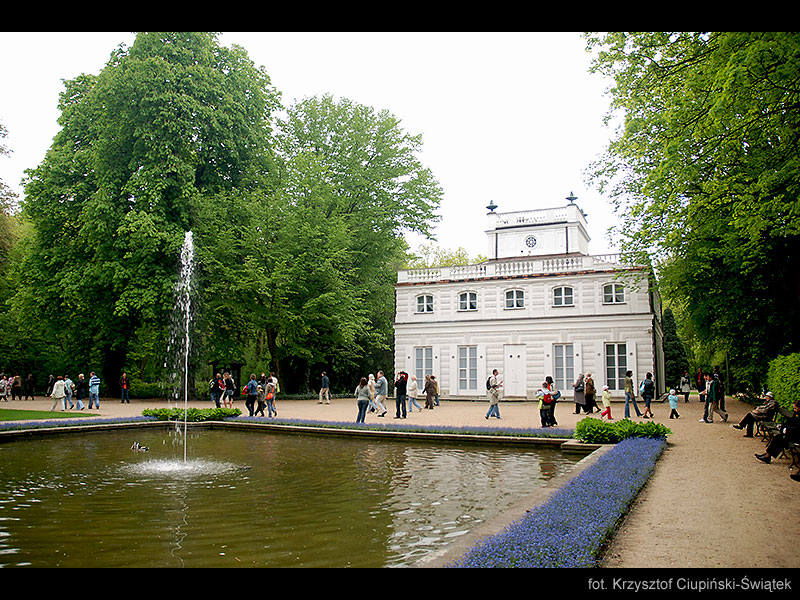
Ein Wasserbecken vor der Nordseite

Das Weiße Haus (auch Weißes Häuschen; polnisch: Biały Domek) im Warschauer Łazienki-Park ist ein kleines frühklassizistisches Palais, das im 18. Jahrhundert auf Anweisung des letzten polnischen Königs, Stanisław August Poniatowski, errichtet wurde. Es diente als königliches Gästehaus.

## Geschichte
Das Gebäude wurde in den Jahren 1774 bis 1776 vermutlich nach einem Entwurf von Dominik Merlini gebaut. Es liegt an der sogenannten „Königlichen Promenade“ (Promenada Królewska), die die alte Orangerie des Parkes mit dem größeren Łazienki-Palast verbindet. 
Das Palais war das erste Gebäude im Łazienki-Park, das von Poniatowski als Neubau errichtet wurde. Es ist im Stil einer italienischen Villa des 18. Jahrhunderts gestaltet, harmonierte in seiner Eleganz und Leichtigkeit mit der umgebenden Parklandschaft und erfüllte so seinen Zweck als kleines Lustschloss. Der symmetrische Holzbau mit Skelettkonstruktion entstand auf einem quadratischen Grundriss mit vier identischen Fassaden, die über je fünf Fensterachsen (im Erdgeschoss mit französischen Fenster/Türkombinationen ausgestattet) verfügen. Das Dach wird von einer Schmuckbalustrade eingefasst, in der Mitte befindet sich ein quadratischer und ebenfalls von einer Balustrade und Vasen an den Ecken gekrönter Belvedere – mit je einem kleinen runden Fenster an den Seiten. Ein ursprünglich das Gebäude umgebender Wassergraben ist heute nicht mehr vorhanden. Ein ebenfalls früher vorhandenes Gitterwerk für Pflanzenbewuchs an der Nordseite des Palais existiert auch nicht mehr.
In der Mitte des zweigeschossigen Pavillons befindet sich die Treppe, um die sich die Räume gruppieren: ein Esszimmer, ein Wohnzimmer, ein achteckiges Arbeitszimmer, Schlafzimmer, Garderobe und Sanitäranlagen. Das Gebäude ist verputzt. Die Innengestaltung enthält zahlreiche Wandmalereien von Johann Gottlieb Plersch (etwa 1778). Vor der Südfassade befindet sich eine mit einem knienden Satyr dekorierte Sonnenuhr aus dem Jahr 1776. Die Uhr schuf Joseph Högl.
Im Weißen Haus lebte u. a. im Sommer 1803 der spätere König von Frankreich, Ludwig XVIII. während seiner Zeit im Exil.